# ユライ・ヤーノシーク

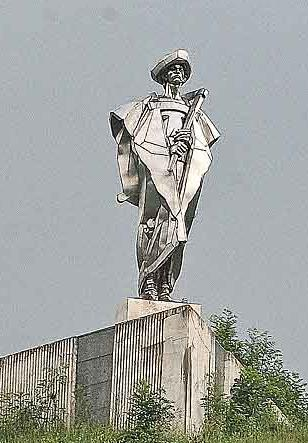
テルホヴァー村のヤーノシーク像

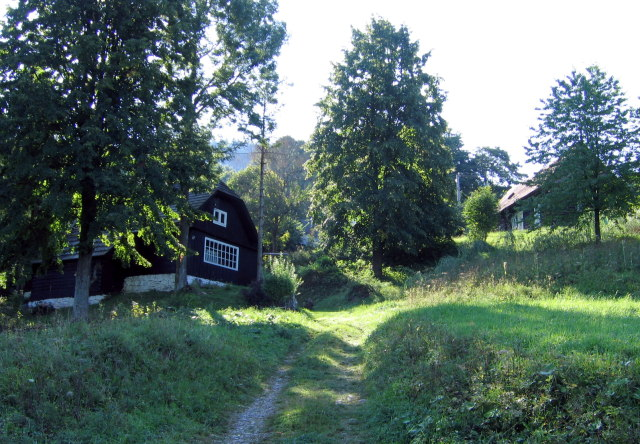
ヤーノシークの出生地と伝えられるテルホヴァー村ヤーノシーコウツィ集落

ユライ・ヤーノシーク（スロバキア語:Juraj Jánošík、ポーランド語:Juraj Janosik、1688年1月25日 - 1713年3月18日）は、17世紀終りから18世紀始めにかけて実在した、現在のスロバキアとポーランドにまたがるタトラ山脈一帯に住んでいるグラル人（「山の人」）と呼ばれる集団出身の盗賊。スロバキアとポーランドでは、権力者や金持ちから金品を強奪し、庶民にそれらを配った伝説的義賊として知られている。のちにこれらの地域に隣接するチェコやハンガリーなどにも伝えられ有名となった。

## 生涯
ユライ・ヤーノシークはハンガリー王国（ハプスブルク君主国）領であった当時の上ハンガリー地方に住んでいたグラル人（牧畜を生業とするタトラ山地一帯の山岳民族）で、出身地は現在のスロバキア共和国ジリナ県のホルネー・ポヴァジエ（上ポヴァジエ）地方テルホヴァー村（現、ジリナ郡テルホヴァー村）であり、現代ではスロバキア人とみなされている。現在のスロバキアでは民族の英雄として位置づけられ、ポーランドでもタトラの英雄としてよく知られている。
1688年5月16日に洗礼式をした記録が残されており、出生日は1688年1月25日が定説となっている。父マルチン・ヤーノシークと母アンナ・ツェスネコヴァーの間に生まれ、ヤーン、マルチン、アダムの兄弟と妹バルバラの5人兄妹の家庭だったと伝えられている。
ヤーノシークの活動時期はハプスブルク家支配に反旗をひるがえしたハンガリーのラーコーツィ・フェレンツの解放戦争（1703年-1711年）と重なっていた。ヤーノシークは解放戦争が始まると反乱軍に参加し、1708年のトレンチーンの戦いで反乱軍が敗走すると一旦帰郷し農業に従事するが、まもなく皇帝軍に入隊し、凶悪犯罪者を収監していたポヴァジエ地方のビトチャ城（現・ジリナ県ビトチャ郡ビトチャ市）の駐留部隊に配属された。ここでヤーノシークは服役していたカルパチア盗賊団の首領、トマーシュ・ウホルチーク（Tomáš Uhorčík）と知り合った。ヤーノシークはウホルチークの逃亡を手伝ったのち、自分も部隊から脱走して（除隊の説もある）ウホルチークの盗賊団に合流し、盗賊として活動するようになった。
1711年、トマーシュ・ウホルチークはマルチン・ムラヴェツと名を変えて盗賊団を引退。ゲメル地方クレノヴェツ村（現、バンスカー・ビストリツァ県リマウスカー・ソボタ郡クレノヴェツ村）に居を構えて牧羊や布織物の生産を営み、村の治安判事も務めた。後継首領となったヤーノシークはウホルチークの支援の下、ポーランドとハンガリーを結ぶ街道が通る現在のジリナ県やトレンチーン県の山間地帯で、主に商人や高位聖職者、郵便、通りがかりの金持ちを標的に盗賊行為を行った。伝説とは異なり、実際には自分たちの利益を主目的に金品を強奪していたものの、一方で強奪した小間物をしばしば近隣の村の若い女性に配ったほか、リプトウ地方の副代官など地元の有力者にも分け前を与えていた。有力者たちは見返りに、ヤーノシークが摘発されそうになるとアリバイ証言をするなどして、たびたびヤーノシークを窮地から助けた。
1712年に逮捕され拷問を受けた仲間の供述がきっかけで、1713年春、ヤーノシークはウホルチークの家で逮捕され、ホルネー・ポヴァジエ地方ドマニジャ村（現、トレンチーン県ポヴァジュスカー・ビストリツァ郡ドマニジャ村）で発生した司祭殺害事件の容疑者として、リプトウ地方の中心地であったリプトウスキー・ミクラーシュ市の城に収監された。審理は1713年3月16日から17日にかけて実施され、ヤーノシークの生涯に関するのちの出典のほとんどはこのときの審理記録に基づいている。審理における拷問でもヤーノシークは罪を認めなかったが、供述を拒んだことが有罪の証拠とされて鉤から吊り下げる死刑が宣告され、審理の翌日3月18日に処刑されたとされている。しかし実際には、ヤーノシークは殺害事件にまったく関与していなかったと見られている。

### 処刑後
ヤーノシークとともに逮捕されたウホルチークも拷問を受け、ライェツカー・コトリナ地方チチュマニ村（現、ジリナ県ジリナ郡チチュマニ村）にあったヤーノシークの隠れ家や、出身地のテルホヴァー村に隠していた兵士300人分の服や武器、資金のありかを供述した。このころ解放戦争を率いたラーコーツィ・フェレンツ2世はポーランドに亡命しており、かつてヤーノシークが所属していた反乱軍の大佐、ヴィリアム・ウィンクレルとヤーノシークが接触していたことから、ヤーノシークが反ハプスブルク家の武装蜂起を行う準備をしていた可能性が指摘されている。結局、ヤーノシーク処刑の1か月後にウホルチークも処刑された。
刑の執行から70年余りのちの1785年には「優れた規律で皆に等しい伝道者であった往年の盗賊首領ヤーノシーク」（Znamenitá kázeň gednoho Kazatele za dnu hlavnjho zbognjka Jánošjka.）として、ヤーノシークを伝説化して紹介した文献が残っている。以来、民族文化運動の隆盛にともない、19世紀から20世紀にかけてヤーノシークを描いた文学、絵画、オペラ、バレエ作品などが数多く発表されているほか、20世紀以降テレビドラマや映画作品としても繰り返し制作されている。2010年には地元ジリナ県の鉄道企業体スロバキア（ZSSK）ジリナ地域管理区に新製配置された671系交直流電車の形式愛称にも選ばれた。

## 映画
- 「ヤーノシーク」（Jánošík、1921年） - スロバキア最初の長編映画で、スロバキア系アメリカ人の映画会社の資金提供により製作された。監督:ヤロスラウ・ジェリー・スィアケリュ、ヤーノシーク役:テオドル・ピシュチェク。この映画製作でスロバキアは世界で10番目の映画製作国としてユネスコに認定されている[5]。
- 「ヤーノシーク」（Jánošík、1935年） - チェコスロバキア制作。監督：マルチン・フリツ、ヤーノシーク役：パリョ・ビエリク
- 「ヤノシック」（Janosik、1954年） - ポーランドで最初のアニメ映画。監督:ヴォジミエシュ・ハウペ／ヘリナ・ビエリンスカ
- 「ヤーノシーク前編・後編」（Jánošík I-II、1963年） - スロバキア製作。監督：パリョ・ビエリク、ヤーノシーク役：フランチシェク・クフタ
- 「ヤノシック」（Janosik、1974年）  - ポーランド製作。監督：イェジ・パッセンドルフ、ヤーノシーク役：マレック・プレペチュコ。時代を19世紀初頭に移して脚色。
- 「ヤノシック」（Janosik、1974年） - ポーランドのテレビドラマ(全13話)。監督：イェジ・パッセンドルフ、ヤーノシーク役：マレック・プレペチュコ。
- 「盗賊ユルコ」（Zbojník Jurko、1976年） - スロバキアのアニメ映画。監督：ヴィクトル・クパル。
- 「盗賊ユロシーク」（Zbojník Jurošík、1991年） - スロバキアのテレビアニメ(全26話)。監督：ヤロスラウ・バラン。
- 「ヤーノシーク・真の歴史」（Jánošík - pravdivá história、2009年） -  ポーランド・スロバキア・チェコ・ハンガリー共同制作。監督：アグニェシュカ・ホランド／カシャ・アダミック、ヤーノシーク役：ヴァーツラウ・イラーチェク。史実に近いヤーノシーク像を描いた作品。